# Gazmend Freitag
Gazmend Freitag (ur. 25 maja 1968 w Pataçani i Poshtëm jako Gazmend Mustafa) – kosowski malarz.

## Życiorys
W 1987 roku rozpoczął studia prawnicze na Uniwersytecie w Prisztinie, których nie ukończył, ponieważ władze jugosłowiańskie zamknęły uniwersytet dla Albańczyków zamieszkujących Kosowo. W 1989 roku miały miejsce protesty albańskich studentów przeciwko tej decyzji; Gazmend Freitag, jako uczestnik tych protestów, został zmuszony do opuszczenia Kosowa.
W 1990 roku wyemigrował do Niemiec, gdzie mieszkał do 2004 roku. Następnie wyemigrował do austriackiego Linzu.
W 2013 roku rozpoczął studia z dziedziny szkicu na Uniwersytecie w Linzu.
Jego obrazy są wystawiane na targach sztuki i międzynarodowych wystawach na terenie Austrii.